# Rugby Reggio 2011-2012

## Eccellenza 2011-12

### Stagione regolare
| Incontro                     | Andata | Ritorno |
| ---------------------------- | ------ | ------- |
| Reggio Emilia — Rovigo       | 11-22  | 3-23    |
| Calvisano — Reggio Emilia    | 50-13  | 37-7    |
| Reggio Emilia — L’Aquila     | 19-14  | 9-23    |
| I Cavalieri — Reggio Emilia  | 42-10  | 41-20   |
| Reggio Emilia — Petrarca     | 12-18  | 13-34   |
| Crociati — Reggio Emilia     | 0-20   | 20-27   |
| Reggio Emilia — San Gregorio | 20-15  | 22-13   |
| Reggio Emilia — Mogliano     | 16-33  | 15-62   |
| S.S. Lazio — Reggio Emilia   | 20-16  | 18-19   |

#### Risultati della stagione regolare
| Posizione | G  | V | N | P  | PF  | PS  | DP   | B | Pt |
| --------- | -- | - | - | -- | --- | --- | ---- | - | -- |
| 7ª        | 18 | 5 | 0 | 13 | 271 | 486 | -215 | 4 | 24 |

## Trofeo Eccellenza 2011-12

### Prima fase
| Incontro                  | Andata | Ritorno |
| ------------------------- | ------ | ------- |
| Reggio Emilia — Mogliano  | 9-16   | 27-16   |
| Reggio Emilia — Calvisano | 15-10  | 16-36   |

#### Risultati della prima fase
| Posizione | G | V | N | P | PF | PS | DP  | B | Pt |
| --------- | - | - | - | - | -- | -- | --- | - | -- |
| 2ª        | 4 | 2 | 0 | 2 | 67 | 78 | -11 | 1 | 9  |